# فلوس
الفلوس (جمع كلمة فلس بالعربية) كانت عملة مغربية تصُكّ عادة بالنحاس أو البرونز.
خلال عهد العلويين، تم سك العملات المعدنية من فئة 1⁄4، و1⁄2، و1، و2، و3، و4، و6، و8 فلوس في الفترة ما بين 1672 و1901، كما هو مسجل في الفهرس القياسي لعملات العالم المعدنية [الإنجليزية]
. وكانت منطقة توزيعها على الأقل منطقة سوس ومدينتي فاس ومراكش.